# Robert Liefmann
Robert Liefmann (geboren 4. Februar 1874 in Hamburg; gestorben 20. März 1941 in Morlaàs) war ein deutscher Wirtschaftswissenschaftler und Professor für Nationalökonomie an der Universität Freiburg.

## Leben
Robert Liefmann wurde als Sohn des wohlhabenden jüdischen Kaufmanns Semmy Liefmann und seiner Frau Auguste Juliane geboren. Er studierte in Freiburg, Berlin, München und Brüssel Nationalökonomie und Rechtswissenschaften. Auf Anregung von Max Weber promovierte er über Unternehmerverbände und Kartellwesen und habilitierte sich nach einem Studienaufenthalt in England 1900 bei Magnus Biermer in Gießen. 1904 wurde er außerordentlicher Professor in Freiburg im Breisgau und wurde dort zum ordentlichen Professor für Nationalökonomie ernannt. 1907 unternahm er eine ausgedehnte Studienreise durch die USA. Arbeitsschwerpunkte Liefmanns waren die Erforschung wirtschaftlicher Organisationsformen sowie die Zusammenhänge zwischen Wirtschaft und Psychologie. Seine institutionenökonomische Interessen betrafen außer den Unternehmensformen im engeren Sinne vor allem die Kartelle und Trusts. Bereits vor dem Ersten Weltkrieg galt Liefmann nicht nur in Deutschland, sondern auch im Ausland als Koryphäe auf dem Gebiet des Kartellwesens. 1913 erregte er öffentliche Aufmerksamkeit durch seine Kontroverse mit Wilhelm Merton über die Rolle der Metallgesellschaft und deren Tochtergesellschaft, der Metallbank, im internationalen Metallhandel.
Im Ersten Weltkrieg war Liefmann einige Monate als Ballonführer in den Vogesen eingesetzt, bevor er für den Hochschuldienst suspendiert wurde. Anfang der 1920er Jahre erkrankte er an Myasthenie, wodurch er zeitweise auf den Rollstuhl angewiesen war.
1933 wurde ihm der Lehrstuhl an der Universität und seiner Schwester Else die Kassenzulassung und ihr Lehrauftrag an der Mädchenschule im Zuge der ersten nationalsozialistischen Maßnahmen entzogen. Ferner wurde er auch von der Universität ausgeschlossen. Obwohl die Eltern dem evangelischen Glauben beigetreten waren, und Robert, wie auch seine Schwestern, evangelisch getauft waren, galten sie als Volljuden. Die Familie wollte ihre Heimat trotz der Umstände nicht verlassen, und Robert Liefmann setzte in seinem Testament sogar einen hohen Betrag als Stiftung für die Universität Freiburg aus, mit der die Weiterentwicklung seiner wirtschaftstheoretischen Lehre gefördert werden sollte.
Am 22. Oktober 1940 wurde er mit seinen Schwestern Else und Martha mit allen badischen und pfälzischen Juden in das südfranzösische Lager Camp de Gurs am Fuße der Pyrenäen deportiert. Dort lebten sie getrennt voneinander unter primitivsten Bedingungen. Durch die Hilfe und Vermittlung des Sekretärs des Ökumenischen Rates der Kirchen in Genf, Adolf Freudenberg, der mit Elsa Liefmann, einer Cousine der Geschwister, verheiratet war, wurde ihnen im Februar 1941 ein Erholungsurlaub zugestanden. Robert Liefmann war jedoch bereits dem Tod geweiht und starb wenige Tage später im 50 km entfernt gelegenen Morlaàs. Tragisch ist auch, dass er wenig später auf Vermittlung der Universität von New York die Ausreise hätte antreten können. So konnten nur noch die Schwestern ausreisen oder zu Verwandten in der Schweiz fliehen.
In Deutschland wurde unterdessen das Vermögen der Familie beschlagnahmt, der Besitz verkauft und das Haus in der Goethestraße 33 in Freiburg vom Deutschen Reich enteignet. Das Gebäude wurde bis Kriegsende von der Gestapo genutzt. Dann wurde es von der Französischen Besatzungsmacht beschlagnahmt, diente deren Militärpolizei als Stützpunkt und fiel dann an das Land Baden-Württemberg, das dort von 1949 bis 2000 ein Polizeirevier einrichtete. Heute wird das Liefmann-Haus als Gästehaus von der Universität Freiburg genutzt. In Erinnerung an die von den Nationalsozialisten Gedemütigten rekonstruierte Marlis Meckel 2006 deren Lebenswege und ließ als Erinnerung Stolpersteine verlegen. Der erste Stolperstein galt Robert Liefmann vor seinem ehemaligen Zuhause, der Goethestraße 33. Die Inschrift lautet:

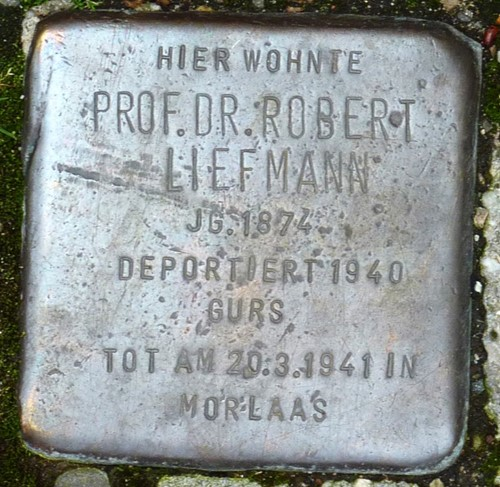
Stolperstein für Robert Liefmann in der Freiburger Goethestraße

## Schriften
- Die Unternehmerverbände (Konventionen, Kartelle). Ihr Wesen und ihre Bedeutung. Freiburg 1897.
- Ertrag und Einkommen auf der Grundlage einer rein subjektiven Wertlehre. Ein wirtschaftstheoret. Versuch. Fischer, Jena 1907; urn:nbn:de:bvb:355-ubr21042-3.
- Die Unternehmungsformen. Moritz, Stuttgart 1912; urn:nbn:de:bvb:355-ubr21420-2.
- Beteiligungs- und Finanzierungsgesellschaften. Eine Studie über den modernen Kapitalismus und das Effektenwesen. 2. Auflage. Jena 1913,
- Die internationale Organisation des Frankfurter Metallhandels. In: Weltwirtschaftliches Archiv, 1, 1913, S. 108–122.
- Geld und Gold. Stuttgart / Berlin 1916; urn:nbn:de:s2w-11859.
- Die Geldvermehrung im Weltkriege und die Beseitigung ihrer Folgen. Eine Untersuchung zu den Problemen der Übergangswirtschaft. Stuttgart / Berlin 1918; urn:nbn:de:s2w-11845.
- Kartelle und Trusts. In: Wirtschaftskunde, Band 1, Heft 5, Leipzig 1924.
- Wirtschaftstheorie und Wirtschaftsbeschreibung. Tübingen 1927 (Digitalisat urn:nbn:de:bvb:355-ubr21421-7).
- Kartelle, Konzerne und Trusts. Stuttgart 1927.
- Cartels, Concerns and Trusts. Ontario 2001 [London 1932].